# Anthony Colin Fisher
Mons. Anthony Colin Fisher OP (* 10. března 1960, Sydney) je australský katolický kněz a řeholník, biskup, od roku 2014 arcibiskup sydneyský a primas Austrálie. 
V únoru 1987 složil řeholní sliby v řádu dominikánů, kněžské svěcení přijal 14. září 1991, které mu udělil biskup Eusebius John Crawford. Dne 16. července 2003 ho papež Jan Pavel II. jmenoval pomocným biskupem v Sydney. Na začátku roku 2010 ho papež Benedikt XVI. jmenoval biskupem diecéze Parramatta, do úřadu byl uveden 4. března téhož roku. Arcibiskupem metropolitou Sydney ho jmenoval papež František 18. září 2014. Instalován byl 16. listopadu 2014.
Je rytířem komturem s hvězdou Řádu Božího hrobu a velkopřevorem jeho místodržitelství v Austrálii - New South Wales.